# Бобоедово (Смоленская область)
Бобоедово — деревня в Рославльском районе Смоленской области России. Входит в состав Пригорьевского сельского поселения. Население — 2 жителя (2007 год). 
Расположена в южной части области в 25 км к юго-востоку от Рославля, в 8 км южнее автодороги А141 Орёл — Витебск, на берегу реки Пет. В 12 км северо-восточнее деревни расположена железнодорожная станция Пригорье на линии Рославль — Брянск. 

## История
В годы Великой Отечественной войны деревня была оккупирована гитлеровскими войсками в августе 1941 года, освобождена в сентябре 1943 года.